# FC Progrès Niederkorn
Az FC Progrès Niederkorn egy luxemburgi labdarúgócsapat. A klubot 1919-ben alapították, jelenleg a bajnokság első osztályának résztvevője.

## Története
A második világháborúban Luxemburg német megszállása alatt a Gauliga Mittelrhein bajnokságban FK Niederkorn néve szerepelt, 1942–43-ban a második helyen végzett.
Háromszoros bajnok, a csapat legsikeresebb évei az 1970-es évek végén, illetve az 1980-as évek elején volt. Azóta nem nyertek sem bajnokságot, sem kupát.
2005–06-ban a másodosztály második helyén végzett. Az első osztály létszámát 12-ről 14-re bővítették, így a Niederkorn is feljutott az első osztályba.
A 2016–17-es szezonban a Niederkorn egyik mérkőzésén volt a legmagasabb nézőszám, amely 1820 fő volt.
2017. július 4-én a 2017–2018-as Európa-liga 1. selejtezőkörében a Progrès Niederkorn a skót Rangers FC csapatát győzte le. Az első mérkőzésen 1–0-ra vesztettek, de a második mérkőzésen 2–0-ra nyertek és továbbjutottak, ez volt az első győzelmük a nemzetközi kupákban. Azelőtt csak egy alkalommal tudtak gólt szerezni a nemzetközi kupákban.

## Keret
2018. augusztus 27-i állapotnak megfelelően.

| #  |     | Poszt | Név               |
| -- | --- | ----- | ----------------- |
| 1  | FRA | K     | Sébastien Flauss  |
| 13 | LUX | K     | Charly Schinker   |
| 16 | LUX | K     | Vincent Coelho    |
| 30 | LUX | K     | Stéphane Da Costa |
| 5  | LUX | V     | Ben Vogel         |
| 17 | POR | V     | David Marques     |
| 20 | FRA | V     | Jordan Gobron     |
| 22 | LUX | V     | Marvin da Graça   |
| 23 | FRA | V     | Adrien Ferino     |
| 34 | LUX | V     | Tim Hall          |
| 38 | FRA | V     | Metin Karayer     |
| 70 | LUX | V     | Yann Matias       |
| 6  | LUX | KP    | Farid Ikene       |

| #  |     | Poszt | Név                    |
| -- | --- | ----- | ---------------------- |
| 8  | LUX | KP    | Dino Ramdedovic        |
| 19 | LUX | KP    | Mario Mutsch           |
| 21 | LUX | KP    | Kevin Kerger           |
| 27 | LUX | KP    | Igor Teles             |
| 31 | LUX | KP    | Sébastien Thill ()     |
| 99 | BIH | KP    | Anel Junuzovic         |
| 7  | BEL | CS    | Mayron De Almeida      |
| 9  | LUX | CS    | Yannick Bastos         |
| 11 | LUX | CS    | Mike Schneider         |
| 14 | FRA | CS    | Emmanuel Françoise     |
| 28 | POR | CS    | Romeu Torres           |
| 87 | ARM | CS    | Alekhszandr Karapetian |

## Sikerek
- Bajnokság:
  - Bajnok (3 alkalommal): 1952–53, 1977–78, 1980–81
  - Ezüstérmes (6 alkalommal): 1931–32, 1936–37, 1976–77, 1978–79, 1981–82, 2017–18

- Luxemburgi kupa:
  - Győztes (4 alkalommal): 1932–33, 1944–45, 1976–77, 1977–78
  - Ezüstérmes (3 alkalommal): 1945–46, 1955–56, 1979–80

### Európai kupaszereplés

#### Szezonális bontásban
| Idény   | Kupa                         | Forduló | Klub                    | 1. mérk. | 2. mérk. | Össz. |  |
| 1977–78 | KEK                          | 1R      | Vejle Boldklub          | 0–1      | 0–9      | 0–10  |  |
| 1978–79 | Bajnokcsapatok Európa-kupája | 1R      | Real Madrid             | 0–7      | 0–5      | 0–12  |  |
| 1979–80 | UEFA-kupa                    | 1R      | Grasshopper Club Zürich | 0–2      | 0–4      | 0–6   |  |
| 1981–82 | Európa kupa                  | 1R      | Glentoran               | 1–1      | 0–4      | 1–5   |  |
| 1982–83 | UEFA-kupa                    | 1R      | Servette                | 0–1      | 0–3      | 0–4   |  |
| 2015–16 | Európa-liga                  | 1Q      | Shamrock Rovers         | 0–0      | 0–3      | 0–3   |  |
| 2017–18 | Európa-liga                  | 1Q      | Rangers                 | 2–0      | 0–1      | 2–1   |  |
| 2017–18 | Európa-liga                  | 2Q      | AÉ Lemeszú              | 0–1      | 1–2      | 1–3   |  |
| 2018–19 | Európa-liga                  | 1Q      | Gabala                  | 0–1      | 2–0      | 2–1   |  |
| 2018–19 | Európa-liga                  | 2Q      | Honvéd                  | 2–0      | 0–1      | 2–1   |  |
| 2018–19 | Európa-liga                  | 3Q      | Ufa                     | 2–2      | 1–2      | 3–4   |  |